# My Beautiful Dark Twisted Fantasy
My Beautiful Dark Twisted Fantasy — п'ятий студійний альбом американського репера і продюсера Каньє Веста, що вийшов 22 листопада 2010 року на лейблах Def Jam Recordings і Roc-A-Fella Records. Він записав цей альбом у Гонолулу на Гаваях після періоду суперечок у 2009 році через переривання Тейлор Свіфт на церемонії MTV Video Music Award. Додаткові сесії запису відбулися на Glenwood Place Studios у Бербанку, штат Каліфорнія, і на нью-йоркських студіях Electric Lady та Platinum Sound.
My Beautiful Dark Twisted Fantasy переважно спродюсований Каньє Вестом спільно з різними продюсерами, такими як Майк Дін, No I.D., Джефф Бхаскер, RZA, Bink і DJ Frank E. Критики відзначили максималістську естетику музики та розкішний стиль, що використовує різні елементи попередньої творчості Каньє Веста, включаючи соул, поп, бароко, електро та симфонічні звуки, а також вплив прогресивного року. Лірика альбому досліджує такі теми, як статус знаменитості Каньє, культура споживання, самозвеличення та ідеалізм американської мрії. Серед запрошених гостей альбому — Нікі Мінаж, Ріанна, Jay-Z, Pusha T, Рік Росс, Кід Каді, Джон Ледженд, Бон Айвер та Елтон Джон.
Під час реклами альбому Каньє Вест випустив безкоштовні пісні у своїй щотижневій серії GOOD Fridays, а також чотири сингли, включаючи «Power» і «All of the Lights», і всі вони ввійшли до топ-40 хітів Billboard Hot 100. Він також випустив супровідний музичний короткометражний фільм Runaway. Альбом миттєво отримав широкий успіх у критиків і був визнаний найкращим альбомом 2010 року в списках багатьох видань на кінець року. Його було визнано найкращим реп-альбомом на 54-й щорічній церемонії вручення нагород Греммі, а також перемогою в номінації «Кращий компакт-диск року» на BET Hip Hop Awards 2011.
My Beautiful Dark Twisted Fantasy дебютував під номером один у чарті Billboard 200, а також потрапив до топ-10 у п'яти інших країнах, у тому числі очолив канадський чарт альбомів. Зрештою він отримав потрійну платинову сертифікацію в Сполучених Штатах від Асоціації індустрії звукозапису Америки (RIAA), а також сертифікати продажів на кількох інших територіях. Багато хто вважає його найкращим альбомом Каньє Веста, він входить до кількох кураторських списків як найкращий альбом 2010-х і серед найкращих альбомів усіх часів.

## Назва та обкладинка
My Beautiful Dark Twisted Fantasy спочатку називався Good Ass Job, а потім — Dark Twisted Fantasy. 28 липня 2010 року Каньє Вест оголосив у своєму щойно зареєстрованому обліковому записі Twitter, що попередню назву було скасовано: «Зараз я відкидаю пару титулів». Пізніше він висловив невпевненість щодо назви у вересні, написавши у Твіттері: «Я не можу визначитися з назвою свого альбому […] ааах!!!!». Офіційна назва, My Beautiful Dark Twisted Fantasy, була оголошена Каньє Вестом 5 жовтня 2010 року; Good Ass Job зрештою було заплановано як назву спільного альбому з Chance the Rapper, який так і не здійснився.
На обкладинці альбому, розробленій Джорджем Кондо, зображено Каньє Веста на дивані, на якому сидить зверху безрука крилата жінка, що має страхітливі риси обличчя та довгий плямистий хвіст. Обидва оголені, а Каньє тримає в руці пиво. Протягом кількох наступних днів художник створив вісім-дев'ять обкладинок для альбому. Два з них були портретами Каньє Веста: дуже крупним планом, з непропорційними очима та чотирма парами зубів; портрет, що показує його відрубану голову, покладену боком на білу плиту та пронизану мечем. Кондо також придумав картину балерини з диспепсією в чорній спідниці та картину лише з короною та мечем у трав'янистому пейзажі. Він зробив п'ять обкладинок, усі з яких були включені в My Beautiful Dark Twisted Fantasy.
У 2015 році Billboard назвав обкладинку альбому 30-ю найкращою за всі часи. Журнал писав, що Вест «поєднав широкоекранний блиск музики альбому з мистецтвом, що розриває кордони, включаючи суперечливий образ демонічного Веста, якого осідлав оголений ангел». 2017 року NME назвав обкладинку сьомою найкращою обкладинкою альбому 21 століття.

## Музичний стиль та лірика
Численні критики порівнювали стиль альбому з попередніми релізами Каньє. Райан Домбал із Pitchfork написав, що це здебільшого продовження Graduation «у його максималістському стилі хіп-хопу, зі спалахами комфортного семплінгу The College Dropout і бароковими інструментами Late Registration». Енді Келлман з AllMusic повторив цю думку, але додав, що My Beautiful Dark Twisted Fantasy «не просто черпає характеристики» з усіх альбомів, зазначивши, що треки «іноді зливають їх разом»; він виявив, що в результаті «звуковий і емоційний шари часто важко розрізнити і перерахувати». Келлман відчув, що «All of the Lights» вказує на «контрастні елементи та маніакальну екстравагантність» альбому. Девід Амідон з PopMatters порівняв «підкреслення, таке ж амбітне, як і передні удари» в піснях з попередньою роботою Каньє Веста з Брайоном, водночас відзначивши «поп-пампозність» Graduation і 808s & Heartbreak. Навпаки, досвідчений критик Роберт Крістґау прокоментував, що музика відмовляється від «витонченості» перших двох студійних альбомів Веста на користь «грандіозності» та «звукової розкоші». Ел Хорнер з NME назвав це реп-оперою.
Протягом усього альбому лірика Каньє Веста досліджує теми надмірностей, знаменитостей, грандіозності, самозвеличення, невпевненості в собі, романтики, ескапізму, декадансу та сексу. My Beautiful Dark Twisted Fantasy також містить більше відкритих згадок про вживання алкоголю та наркотиків, ніж попередні альбоми Каньє.

## Реліз і промоушн

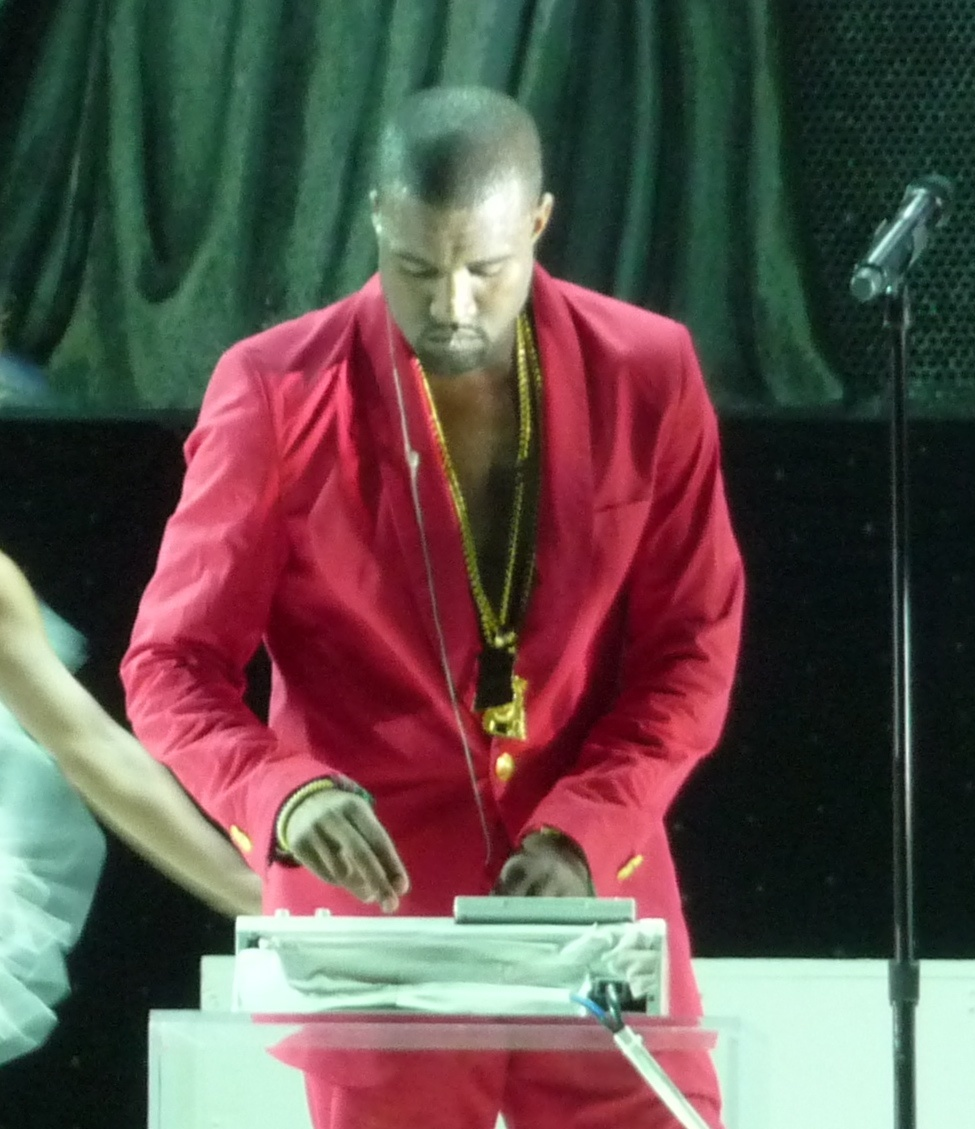
Каньє Вест виконує свій хедлайнерський сет на фестивалі музики та мистецтв Coachella Valley у 2011 році

Перед випуском альбому Каньє Вест ініціював безкоштовну музичну програму GOOD Fridays на своєму веб-сайті, починаючи з 20 серпня 2010 року, пропонуючи безкоштовне завантаження нової пісні на кожну п'ятницю. Вест написав у Twitter, що він знав, що «вам усім потрібна музика, тому я випускаю 1 нову пісню кожні вихідні до Різдва», пояснивши, що випуском може бути пісня його, Jay-Z або іншого виконавця. Названа на честь його імпресійного лейбла GOOD Music, програма викликала значний розголос напередодні випуску My Beautiful Dark Twisted Fantasy. Координатор онлайн-маркетингу Young Money Entertainment Карен Сівіл ретроспективно назвала програму геніальною, деталізуючи: «Він зробив те, чого ніхто раніше не робив, і в момент, коли він був найненависнішою людиною в музиці, він повернув хвилювання своїми релізами в п’ятницю.". Спочатку планувалося, що GOOD Fridays триватиме до грудня 2010 року, але Каньє Вест продовжив його до січня 2011 року.
12 вересня 2010 року відбулася прем'єра «Runaway» під час виступу Каньє Веста на церемонії вручення нагород MTV Video Music Awards 2010. Через три тижні, 2 жовтня, він виконав цю пісню вдруге в Saturday Night Live разом із «Power». 4 жовтня 2010 Вест оголосив дату виходу альбому — 22 листопада, після того, як раніше написав у Твіттері, що «розглядає дату випуску мого альбому».
23 жовтня 2010 року вийшов 35-хвилинний фільм під назвою Runaway з офіційним кліпом на титульну пісню, що був знятий Каньє Вестом. Він був знятий у Празі за 4 дні.
У фільмі зіграли сам Каньє Вест і модель Селіта Ібенкс. Каньє Вест описав відео як «загальне уявлення про те, про що я мрію» і відображення його почуттів протягом усього життя, включаючи паралель його ситуації з 2009 по 2010 рік. Він пояснив, що це «історія фенікса, що впав на Землю», яку він робить своєю дівчиною, хоча вона стикається з дискримінацією і зрештою «мусить спалити себе живцем і повернутися у свій світ». Каньє уточнив, що деякий час він глибоко обмірковував ідею фенікса, зважаючи на можливість того, що це буде паралельно його кар’єрі: «Минулого року я кинув коктейль Молотова на свою кар’єру, у певному сенсі, і мені треба повернутися назад кращою людиною». На одному з показів фільму у Парижі він розплакався. Пізніше, після ще одного показу в Лос-Анджелесі, Каньє сказав, що те, як його музика та «мистецтво» впливають на людей, надихає його продовжувати свою кар’єру. Фільм увійшов до бонусного DVD для делюкс-видання My Beautiful Dark Twisted Fantasy.
Для початкового просування My Beautiful Dark Twisted Fantasy Каньє Вест виступив на параді Macy's Thanksgiving Day Parade наприкінці листопада 2010 року. Після випуску альбому Каньє виступив із хедлайнерами на кількох великих фестивалях у 2011 році, включаючи SXSW, Lollapalooza, Austin City Limits та Коачелла.

## Комерційний успіх
My Beautiful Dark Twisted Fantasy дебютував під номером один у чарті Billboard 200, продавши 496 000 примірників за перший тиждень. Він також дав Каньє Весту його четвертий поспіль альбом номер один у США та перевищив 450 000 продажів за перший тиждень 808s & Heartbreak. Цифрові продажі альбому за перший тиждень склали 224 000 одиниць. 
За даними Nielsen SoundScan, станом на липень 2013 року в США було продано 1 300 000 копій. До червня 2011 року було продано 483 000 цифрових копій альбому, що стало другим найпродаванішим цифровим реп-альбомом за всю історію. 23 листопада 2020 року My Beautiful Dark Twisted Fantasy отримав тричі платиновий сертифікат Асоціації індустрії звукозапису Америки (RIAA) за продаж 3 000 000 одиниць у США. За версією Billboard, станом на 2022 рік My Beautiful Dark Twisted Fantasy є одним із 15 найефективніших альбомів 21-го століття, але жоден із його синглів не є хітом номер один у Hot 100.
My Beautiful Dark Twisted Fantasy став четвертим альбомом Каньє Веста номер один у Canadian Albums Chart. Він посів четверте місце в датському чарті альбомів, а в березні 2021 року IFPI Danmark присудила йому двічі платиновий сертифікат за продаж 40 000 примірників. My Beautiful Dark Twisted Fantasy посів шосте місце в чарті альбомів ARIA, а 10 вересня 2021 року вона отримала подвійний платиновий сертифікат від Австралійської асоціації звукозаписної індустрії (ARIA) за понад 140 000 копій, проданих у Австралії. Альбом увійшов до топ-10 у Норвегії, Південній Кореї, Новій Зеландії та Швейцарії. 2018 року повідомлялося, що My Beautiful Dark Twisted Fantasy транслювали понад мільярд разів на Spotify.

## Критика
My Beautiful Dark Twisted Fantasy був зустрінутий широким визнанням критиків. У Metacritic, який присвоює нормалізований рейтинг зі 100 рецензіям від професійних видань, альбом отримав середню оцінку 94 на основі 45 рецензій, що вказує на «загальне визнання». Агрегатор AnyDecentMusic? поставили йому 8,8 з 10 на основі їхньої оцінки критичного консенсусу.

### Рейтинги
Наприкінці 2010 року численні критики та видання включили My Beautiful Dark Twisted Fantasy до списків найкращих альбомів на кінець року. Багато хто назвав його найкращим альбомом 2010 року, включаючи Billboard, Time, Slant Magazine, Pitchfork, Rolling Stone і Spin. My Beautiful Dark Twisted Fantasy був визнаний найкращим альбомом у опитуванні критиків The Village Voice Pazz & Jop за 2010 рік, перемігши з найбільшим відривом в історії опитування з 3250 балами. «Power», «Runaway» і «Monster» увійшли до топ-10 списку синглів Pazz & Jop. Metacritic, який зіставляє рецензії на музичні альбоми, визначив його як альбом 2010 року з найкращими рецензіями. Альбом став першим реп-релізом, який досяг цього з часів альбому Outkast 2000 року Stankonia, і шостим найвищим рейтингом альбомів, що вийшли у 2010-х роках. не менше 15 професійних рецензій.
| Видання              | Список                                               | Рік  | Рейтинг | Примітки |
| -------------------- | ---------------------------------------------------- | ---- | ------- | -------- |
| The A.V. Club        | The Best Music of 2010                               | 2010 | 1       | [ 76 ]   |
| The A.V. Club        | 50 Favorite Albums of the 2010s                      | 2019 | 1       | [ 77 ]   |
| Billboard            | Top 10 Albums of 2010                                | 2010 | 1       | [ 65 ]   |
| Billboard            | The 25 Best Albums of 2010                           | 2010 | 1       | [ 65 ]   |
| Billboard            | 100 Best Albums of the 2010s                         | 2019 | 1       | [ 78 ]   |
| Entertainment Weekly | 10 Best Albums of 2010                               | 2010 | 1       | [ 79 ]   |
| Entertainment Weekly | Greatest Albums of all Time                          | 2016 | 8       | [ 80 ]   |
| The Guardian         | The 100 Best Albums of the 21st Century              | 2019 | 3       | [ 81 ]   |
| Metacritic           | The Best Albums of 2010                              | 2011 | 1       | [ 74 ]   |
| Metacritic           | The Best Albums of the Decade (2010–2019)            | 2019 | 6       | [ 82 ]   |
| NME                  | 50 Best Albums of 2010                               | 2010 | 34      | [ 83 ]   |
| NME                  | The 500 Greatest Albums of All Time                  | 2013 | 21      | [ 84 ]   |
| Pitchfork            | The Top 50 Albums of 2010                            | 2010 | 1       | [ 68 ]   |
| Pitchfork            | The 200 Best Albums of the 2010s                     | 2019 | 2       | [ 85 ]   |
| Rolling Stone        | Best Albums of 2010                                  | 2010 | 1       | [ 69 ]   |
| Rolling Stone        | 500 Greatest Albums of All Time                      | 2012 | 353     | [ 86 ]   |
| Rolling Stone        | 100 Best Albums of the 2010s                         | 2019 | 1       | [ 87 ]   |
| Rolling Stone        | 500 Greatest Albums of All Time                      | 2020 | 17      | [ 88 ]   |
| Rolling Stone        | The 200 Greatest Hip-Hop Albums of All Time          | 2022 | 6       | [ 89 ]   |
| Spin                 | The 300 Best Albums of the Past 30 Years (1985–2014) | 2015 | 8       | [ 90 ]   |
| The Village Voice    | Pazz & Jop critics' poll of 2010                     | 2010 | 1       | [ 91 ]   |

## Список композицій
| #       | Назва                                                                         | Автор | Продюсер(и)                                         | Тривалість |
| ------- | ----------------------------------------------------------------------------- | --- | --------------------------------------------------- | ---------- |
| 1.      | «Dark Fantasy»                                                                | Kanye West Robert Diggs Ernest Wilson Jeff Bhasker Mike Dean Malik Jones Justin Vernon Onika Maraj Jon Anderson Mike Oldfield                                                       | RZA Kanye West No I.D. Jeff Bhasker [b] M. Dean [b] | 4:40       |
| 2.      | «Gorgeous» (за участю Kid Cudi та Raekwon)                                    | West Wilson M. Dean Jones Che Smith Corey Woods Scott Mescudi Gene Clark Roger McGuinn                                                                                              | Kanye West No I.D. M. Dean                          | 5:57       |
| 3.      | «Power»                                                                       | West Larry Griffin, Jr. M. Dean Bhasker Andwele Gardner Ken Lewis Francois Bernheim Jean-Pierre Lang Boris Bergman Robert Fripp Michael Giles Greg Lake Ian McDonald Peter Sinfield | S1 Kanye West Jeff Bhasker [b] M. Dean [b]          | 4:52       |
| 4.      | «All of the Lights (Interlude)»                                               | West M. Dean | Kanye West M. Dean                                  | 1:02       |
| 5.      | «All of the Lights»                                                           | West Bhasker Mescudi Jones Warren Trotter Stacy Ferguson | Kanye West Jeff Bhasker [a]                         | 4:59       |
| 6.      | «Monster» (за участю Jay-Z, Rick Ross, Nicki Minaj та Bon Iver)               | West Shawn Carter Patrick Reynolds M. Dean William Roberts II Maraj Vernon Jones Ben Bronfman Daniel Lynas Harley Wertheimer                                                        | Kanye West M. Dean [b] Plain Pat [b]                | 6:18       |
| 7.      | «So Appalled» (за участю Swizz Beatz, Jay-Z, Pusha T, Cyhi the Prynce та RZA) | West Wilson M. Dean Carter Terrence Thornton Cydel Young Kasseem Dean Diggs Manfred Mann                                                                                            | Kanye West No I.D. M. Dean [a]                      | 6:37       |
| 8.      | «Devil in a New Dress» (за участю Rick Ross)                                  | West Roosevelt Harrell M. Dean Roberts II Jones Carole King Gerry Goffin | Bink M. Dean [b]                                    | 5:52       |
| 9.      | «Runaway» (за участю Pusha T)                                                 | West Emile Haynie Thornton Bhasker M. Dean Jones Peter Phillips John Branch | Kanye West Emile [a] Jeff Bhasker [a] M. Dean [a]   | 9:07       |
| 10.     | «Hell of a Life»                                                              | West Mike Caren Wilson M. Dean Sylvester Stewart Tony Joe White Terence Butler Anthony Iommi John Osbourne William Ward                                                             | Kanye West Mike Caren [a] No I.D. [a] M. Dean [a]   | 5:27       |
| 11.     | «Blame Game» (за участю John Legend)                                          | West Justin Franks Chloe Mitchell M. Dean John Stephens Richard James | Kanye West DJ Frank E M. Dean [b]                   | 7:49       |
| 12.     | «Lost in the World» (за участю Bon Iver)                                      | West Bhasker Manu Dibango James Brown Vernon Gil Scott-Heron Edwin Bocage Alfred Scramuzza                                                                                          | Kanye West Jeff Bhasker [a]                         | 4:16       |
| 13.     | «Who Will Survive in America»                                                 | West Bhasker Scott-Heron Bocage Scramuzza | Kanye West Jeff Bhasker [a]                         | 1:38       |
| 1:08:36 |                                                                               | |                                                     |            |

| Бонус-трек для iTunes Store | Бонус-трек для iTunes Store                                  | Бонус-трек для iTunes Store                       | Бонус-трек для iTunes Store  | Бонус-трек для iTunes Store |
| #                           | Назва                                                        | Автор                                             | Продюсер(и)                  | Тривалість                  |
| --------------------------- | ------------------------------------------------------------ | ------------------------------------------------- | ---------------------------- | --------------------------- |
| 14.                         | «See Me Now» (за участю Beyoncé, Charlie Wilson та Big Sean) | West Sean Anderson Beyoncé Knowles Charles Wilson | Kanye West No I.D. Lex Luger | 6:03                        |
| 1:14:39                     |                                                              |                                                   |                              |                             |

| Бонус-DVD (для делюкс-версії) | Бонус-DVD (для делюкс-версії)      | Бонус-DVD (для делюкс-версії) | Бонус-DVD (для делюкс-версії) | Бонус-DVD (для делюкс-версії) |
| #                             | Назва                              | Автор                         | Режисер(и)                    | Тривалість                    |
| ----------------------------- | ---------------------------------- | ----------------------------- | ----------------------------- | ----------------------------- |
| 1.                            | «Runaway» (короткометражний фільм) | Hype Williams West            | Kanye West                    | 35:00                         |

Примітки
- ↑  означає співпродюсера
- ↑  означає додаткового продюсера
- «Dark Fantasy» містить бек-вокал Нікі Мінаж і члена Bon Iver Джастін Вернон, а також додатковий вокал Теяни Тейлор і Ембер Роуз
- «Gorgeous» містить бек-вокал Тоні Вільямса
- «Power» містить додатковий вокал Dwele
- «All of the Lights» включає додатковий вокал Ріанни, Kid Cudi, Tony Williams, The-Dream, Charlie Wilson, Джона Ледженда, Еллі Джексон з La Roux, Аліши Кіз, Елтона Джона, Ферґі, Райана Леслі, Дрейка, Елвіна Філдса і Кен Льюїса
- «Runaway» містить бек-вокал Тоні Вільямса та додатковий вокал The-Dream
- «Hell of a Life» містить додатковий вокал Теяни Тейлор і The-Dream
- «Blame Game» містить додатковий вокал Кріса Рока та Сальми Кенас
- «Lost in the World» і «Who Will Survive in America» включають додатковий вокал Чарлі Вілсона, Кей Фокс, Тоні Вільямса, Аліши Кіз і Еллі Джексон з La Roux

## Чарти
| Чарт (2010–2012)                                        | Пікова позиція |
| ------------------------------------------------------- | -------------- |
| Австралія Australian Albums (ARIA)                      | 6              |
| Австралія Australian Urban Albums (ARIA)                | 2              |
| Бельгія Belgian Albums (Ultratop Flanders)              | 21             |
| Бельгія Belgian Albums (Ultratop Wallonia)              | 43             |
| Канада Canadian Albums (Billboard)                      | 1              |
| Чехія Czech Albums (ČNS IFPI)                           | 30             |
| Данія Danish Albums (Hitlisten)                         | 4              |
| Нідерланди Dutch Albums (MegaCharts)                    | 17             |
| European Albums (Billboard)                             | 19             |
| Фінляндія Finnish Albums (Suomen virallinen lista)      | 42             |
| Франція French Albums (SNEP)                            | 28             |
| Німеччина German Albums (Offizielle Top 100)            | 19             |
| Греція Greek Albums (IFPI)                              | 39             |
| Ірландія Irish Albums (IRMA)                            | 18             |
| Японія Japanese Albums (Oricon)                         | 29             |
| Мексика Mexican Albums (AMPROFON)                       | 87             |
| Нова Зеландія New Zealand Albums (Recorded Music NZ)    | 10             |
| Норвегія Norwegian Albums (VG-lista)                    | 7              |
| Шотландія Scottish Albums (OCC)                         | 24             |
| Південна Корея South Korean International Albums (Gaon) | 9              |
| Іспанія Spanish Albums (PROMUSICAE)                     | 97             |
| Швеція Swedish Albums (Sverigetopplistan)               | 19             |
| Швейцарія Swiss Albums (Schweizer Hitparade)            | 10             |
| Велика Британія UK Albums (OCC)                         | 16             |
| США Billboard 200                                       | 1              |
| США Top R&B/Hip-Hop Albums (Billboard)                  | 1              |

| Чарт (2010)                        | Позиція |
| ---------------------------------- | ------- |
| Австралія Australian Albums (ARIA) | 67      |

| Чарт (2011)                               | Позиція |
| ----------------------------------------- | ------- |
| Австралія Australian Albums (ARIA)        | 49      |
| Канада Canadian Albums (Billboard)        | 21      |
| США Billboard 200                         | 11      |
| США US Top R&B/Hip-Hop Albums (Billboard) | 4       |

| Чарт (2012)                               | Позиція |
| ----------------------------------------- | ------- |
| Австралія Australian Urban Albums (ARIA)  | 45      |
| США US Top R&B/Hip-Hop Albums (Billboard) | 81      |

| Чарт (2015)                              | Позиція |
| ---------------------------------------- | ------- |
| Австралія Australian Urban Albums (ARIA) | 60      |

| Чарт (2016)                              | Позиція |
| ---------------------------------------- | ------- |
| Австралія Australian Urban Albums (ARIA) | 57      |
| СШАBillboard 200                         | 186     |

| Чарт (2017)                              | Позиція |
| ---------------------------------------- | ------- |
| Австралія Australian Urban Albums (ARIA) | 56      |

| Чарт (2018)                              | Позиція |
| ---------------------------------------- | ------- |
| Австралія Australian Urban Albums (ARIA) | 48      |
| Ісландія Icelandic Albums (Plötutíóindi) | 98      |

| Чарт (2019)                              | Позиція |
| ---------------------------------------- | ------- |
| Австралія Australian Urban Albums (ARIA) | 37      |
| Ісландія Icelandic Albums (Plötutíóindi) | 89      |

| Чарт (2021)                                | Позиція |
| ------------------------------------------ | ------- |
| Бельгія Belgian Albums (Ultratop Flanders) | 166     |
| США Billboard 200                          | 152     |

| Чарт (2022)                                | Позиція |
| ------------------------------------------ | ------- |
| Австралія Australian Albums (ARIA)         | 77      |
| Бельгія Belgian Albums (Ultratop Flanders) | 133     |
| США Billboard 200                          | 115     |
| США US Top R&B/Hip-Hop Albums (Billboard)  | 96      |

| Чарт (2023)                                | Позиція |
| ------------------------------------------ | ------- |
| Бельгія Belgian Albums (Ultratop Flanders) | 135     |
| США Billboard 200                          | 175     |

## Сертифікації
| Регіон                                                      | Сертифікація  | Продажі   |
| ----------------------------------------------------------- | ------------- | --------- |
| Австралія (ARIA)                                            | 2× Платиновий | 140 000   |
| Данія (IFPI Denmark)                                        | 2× Платиновий | 40 000    |
| Італія (FIMI)                                               | Золотий       | 25 000    |
| Велика Британія (BPI)                                       | Платиновий    | 300 000   |
| США (RIAA)                                                  | 3× Платиновий | 3 000 000 |
| продажі+прослуховування, що базуються лише на сертифікаціях |               |           |